# 曲松县
曲松县（藏語：ཆུ་གསུམ་རྫོང，威利转写：chu gsum rdzong，藏语拼音：Qusum Zong）在中华人民共和国西藏自治区南部、雅鲁藏布江南岸，是山南市下属的一个县；藏语中意思是“三河”。常住人口約2万人，县人民政府駐曲松镇。
1960年以原拉加里宗改为拉加里县；1965年11月更名为曲松县。

## 行政区划
曲松县下辖2个镇、3个乡：
曲松镇、罗布沙镇、下江乡、邱多江乡和堆随乡。

## 人口
根据第七次人口普查数据，截至2020年11月1日零时，曲松县常住人口为12962人。